# Współpraca transgraniczna
Współpraca transgraniczna – forma współpracy międzynarodowej, której zasadniczym celem jest zniesienie ograniczeń, wynikających z istnienia granic państwowych. Może ona przebiegać na wszystkich szczeblach samorządowych oraz pozarządowych, a także dotyczyć różnych dziedzin rozwoju społeczno-gospodarczego. W tzw. Konwencji Madryckiej pojęcie to jest określone jako "każde wspólnie podjęte działanie, mające na celu umocnienie i dalszy rozwój sąsiedzkich kontaktów między wspólnotami i władzami terytorialnymi dwóch lub większej liczby umawiających się stron, jak również zawarcie porozumień i przyjęcie uzgodnień koniecznych do realizacji takich zamierzeń". Współpraca transgraniczna jest jednym z trzech (obok współpracy transnarodowej i międzyregionalnej) programów, realizowanych w ramach Europejskiej Współpracy Terytorialnej.
W Europie współpraca transgraniczna usankcjonowana jest następującymi aktami prawnymi:
- Konwencja Madrycka[1], uchwalona przez Radę Europy w dniu 21 maja 1980 roku w Madrycie,
- Europejska Karta Regionów Granicznych i Transgranicznych[3], uchwalona przez Radę Europy w dniu 19 listopada 1981 roku,
- Europejska Karta Samorządu Terytorialnego[4], uchwalona przez Radę Europy w dniu 15 października 1985 roku w Strasburgu.

Współpraca transgraniczna jest także traktowana jako element dyplomacji publicznej i dyplomacji samorządowej. W tym rozumieniu współpraca ponad granicami ma stanowić narzędzie rozwoju lokalnego, które jest szczególnie istotne dla regionów przygranicznych i peryferyjnych. Stanowi wówczas nie tylko instrument władz lokalnych i regionalnych, ale też instrumentem polityki zagranicznej państwa.